# اشوتوش رانا
اشوتوش رانا رام‌نارایان نیکرا، بیشتر مشهور به اشوتوش رانا یک بازیگر هندی است که در بالیوود کار می‌کند.

## زندگی‌نامه
اشوتوش رانا، متولد۱۰ نوامبر سال ۱۹۶۷ (میلادی) در ایالت مادیا پرادش هندوستان است. او در ۲۵ مه ۲۰۰۱ (میلادی) با بازیگر سینمای بالیوود روینوکا شاهانی ازدواج کرده و دو پسر دارد.

## فیلم‌شناسی
فهرست برخی از فیلم‌هایی که اشوتوش رانا در آن‌ها به ایفای نقش پرداخته‌است:
- برادران
- ستیز
- دشمن
- زخم
- ابر
- تو متعلق به وطنی
- مطرود
- عروس هامپتی شارما
- منطقه قاضی‌آباد
- راز
- آوارگی
- عصر مدرن
- سیمبا
- اشتباه
- حاصل
- قهرمان آمد
- ضربان قلب
- سیاست کثیف
- جنگ
- آرزو
- ایده
- ملک
- پریتویراج
- غرور
- یک مرد
- هنگامه ۲
- امسال
- من پادشاهم، من نخست وزیرم
- سپر ملی
- پرنده طلایی
- ترقه
- شاهد
- پاتان
- جمعیت